# Lijst van voetbalinterlands Guyana - Montserrat
Deze lijst van voetbalinterlands is een overzicht van alle officiële voetbalwedstrijden tussen de nationale teams van Guyana en Montserrat. De landen speelden tot op heden drie keer tegen elkaar. De eerste ontmoeting, een groepswedstrijd tijdens de CONCACAF Nations League 2022/23, werd gespeeld op 4 juni 2022 in Santo Domingo (Dominicaanse Republiek). Het laatste duel, een kwalificatiewedstrijd voor het Wereldkampioenschap voetbal 2026, vond plaats op 10 juni 2025 in Leonora.

## Wedstrijden
| № | Plaats        | Datum         | Competitie                      | Wedstrijd           | Uitslag |
| - | ------------- | ------------- | ------------------------------- | ------------------- | ------- |
| 1 | Santo Domingo | 4 juni 2022   | CONCACAF Nations League 2022/23 | Montserrat – Guyana | 1 – 2   |
| 2 | Bridgetown    | 28 maart 2023 | CONCACAF Nations League 2022/23 | Guyana − Montserrat | 0 − 0   |
| 3 | Leonora       | 10 juni 2025  | WK 2026 kwalificatie            | Guyana – Montserrat | 3 – 0   |

## Samenvatting
| Competitie              | Totaal gespeeld | Winst Guyana | Gelijk | Winst Montserrat | Doelsaldo Guyana – Montserrat |
| ----------------------- | --------------- | ------------ | ------ | ---------------- | ----------------------------- |
| WK-kwalificatie         | 1               | 1            | 0      | 0                | 3 − 0                         |
| CONCACAF Nations League | 2               | 1            | 1      | 0                | 2 − 1                         |
| Totaal                  | 3               | 2            | 1      | 0                | 5 − 1                         |

GFF · A-internationals · Olympisch elftal · Guyaans vrouwenelftal
Amerikaanse Maagdeneilanden ·
Anguilla ·
Antigua en Barbuda ·
Aruba ·
Bahama's ·
Barbados ·
Belize ·
Bermuda ·
Bolivia ·
Cambodja ·
Costa Rica ·
Cuba ·
Dominica ·
Dominicaanse Republiek ·
El Salvador ·
Ethiopië · 
Grenada ·
Guatemala ·
Haïti ·
India ·
Indonesië ·
Jamaica ·
Kaaimaneilanden ·
Kaapverdië ·
Mexico ·
Montserrat ·
Nederlandse Antillen ·
Nicaragua ·
Panama ·
Puerto Rico ·
Saint Kitts en Nevis ·
Saint Lucia ·
Saint Vincent en de Grenadines ·
Suriname ·
Trinidad en Tobago ·
Turks- en Caicoseilanden ·
Verenigde Staten
MFA · A-internationals
1990 – 1999 · 
2000 – 2009 · 
2010 – 2019 ·
2020 − 2029
1991 · 
1992 · 
1993 · 
1994 · 
1995 · 
1996 · 
1997 · 
1998 · 
1999 · 
2000 · 
2001 · 
2002 · 
2003 ·
2004 · 
2005 · 
2006 · 
2007 · 
2008 · 
2009 · 
2010 · 
2011 · 
2012 ·
2013 ·
2014 ·
2015 ·
2016 ·
2017 ·
2018 ·
2019 ·
2020 ·
2021 ·
2022 ·
2023 ·
2024 ·
Amerikaanse Maagdeneilanden ·
Anguilla ·
Antigua en Barbuda ·
Aruba ·
Barbados ·
Belize ·
Bermuda ·
Bhutan ·
Britse Maagdeneilanden ·
Curaçao ·
Dominicaanse Republiek ·
El Salvador ·
Grenada ·
Guyana ·
Haïti ·
Kaaimaneilanden ·
Nicaragua ·
Panama ·
Saint Kitts en Nevis ·
Saint Lucia ·
Saint Vincent en de Grenadines ·
Suriname ·
Trinidad en Tobago